# Aldea Militaru
Aldea Militaru (* 28. April 1923 in Măgurele, Kreis Prahova; † 1996 in Bukarest) war ein rumänischer Politiker der Rumänischen Kommunistischen Partei PCR (Partidul Comunist Român) und Diplomat, der unter anderem zwischen 1972 und 1975 Staatssekretär im Ministerium für Landwirtschaft, Lebensmittelindustrie und Wasser sowie von 1978 bis 1984 Botschafter in der Sozialistischen Volksrepublik Albanien war.

## Leben
Aldea Militaru besuchte vier Klassen der Grundschule und arbeitete nach einer Berufsausbildung als Dreher in der Erdölraffinerie „Astra Română“ in Boldești. Im September 1946 wurde er Mitglied der damaligen Kommunistischen Partei Rumäniens PCdR (Partidul Comunist din Romania) und engagierte sich zwischen 1947 und 1948 als Mitglied des Komitees der kommunistischen Jugendorganisation UTCdR (Uniunea Tineretului Comunist din Romania) beziehungsweise der darauf hervorgegangenen Union der Arbeiterjugend UTM (Uniunea Tineretului Muncitor) der Erdölraffinerie „Astra Română“. Danach war er zwischen 1949 und September 1950 Verantwortlicher für Propaganda und Agitation des Parteikomitees von Ploiești sowie Instrukteur und Verantwortlicher für Organisation des Parteikomitees im Kreis Prahova. Er absolvierte von September 1950 bis Juni 1951 ein Studium an der Parteihochschule „Ștefan Gheorghiu“ und war daraufhin zwischen Juni 1951 und 1953 Leiter der Abteilung Schwerindustrie sowie der Abteilung Führungsorgane der Partei, Gewerkschaften und der UTM des Parteikomitees der Region Ploiești sowie von 1954 bis 1955 Sekretär für Organisation des Parteikomitees dieser Region. Nachdem er von 1955 bis August 1958 Leiter der Sektion Räte und stellvertretender Leiter der Abteilung Organisation des Zentralkomitees (ZK) der Rumänischen Arbeiterpartei PMR (Partidul Muncitoresc Român) war, absolvierte er von September 1958 bis Juni 1951 ein Studium an der Parteihochschule der KPdSU „Wladimir Iljitsch Lenin“ in Moskau. Nach seiner Rückkehr fungierte er zwischen Juli 1961 und August 1962 erneut als stellvertretender Leiter der ZK-Abteilung für Organisation und war im Anschluss von August 1962 bis zum 2. November 1965 Erster Sekretär des Parteikomitees der Region Brașov.
1965 wurde Militaru ferner Mitglied der Großen Nationalversammlung (Marea Adunare Națională) und gehörte dieser bis 1980 an. Er absolvierte ferner ein Studium an der Fakultät Allgemeine Wirtschaft des Instituts für Wirtschaftswissenschaften und Planung. Auf dem Neunten Parteitag der PCR (19. bis 24. Juli 1965) wurde er erstmals Mitglied des ZK der PCR und gehörte diesem Gremium nach seinen Wiederwahlen auf dem Zehnten Parteitag der PCR (6. bis 12. August 1969) und dem Elften Parteitag der PCR (24. bis 27. November 1974) mehr als 14 Jahre lang bis zum Zwölften Parteitag der PCR (19. bis 23. November 1979) an. Er war bis zum 20. Juli 1967 Leiter der Gruppe Gebietsinstrukteure des ZK der PCR und fungierte zwischen dem 20. Juli 1967 und dem 11. Dezember 1972 als Leiter der Organisationsabteilung des ZK der PCR.
Am 18. Dezember 1972 übernahm Aldea Militaru als Nachfolger von Angelo Miculescu im Kabinett Maurer V den Posten als Staatssekretär im Ministerium für Landwirtschaft, Lebensmittelindustrie und Wasser (Ministrul secretar de stat la Ministerul Agriculturii, Industriei Alimentare, Silviculturii și Apelor) und hatte diesen vom 27. Februar 1974 bis zum 18. März 1975 auch im darauf folgenden Kabinett Mănescu I inne. Nach seinem Ausscheiden aus der Regierung war er zunächst von März 1975 bis zu seiner Ablösung durch Constantin Dăscălescu November 1976 Präsident des Rates der Nationalen Union der Landwirtschaftlichen Produktionsgenossenschaften UNCAP (Uniunea Națională a Cooperativelor Agricole de Producţie) sowie daraufhin zwischen November 1976 und Mai 1978 Erster Sekretär des Parteikomitees im Kreis Ilfov. Zuletzt wurde er als Nachfolger von Ion Stoian am 30. Mai 1978 außerordentlicher und bevollmächtigter Botschafter in der Sozialistischen Volksrepublik Albanien und verblieb auf diesem diplomatischen Posten in Tirana bis zum 26. Oktober 1984, woraufhin Gheorghe Pop ihn ablöste.

### Ehrungen und Auszeichnungen
Für seine langjährigen Verdienste wurde Aldea Militaru mehrfach ausgezeichnet und erhielt unter anderem den Stern der Sozialistischen Republik Rumänien Dritter Klasse (Ordinul Steaua Republicii Socialiste România), den Orden der Arbeit Dritter und Zweiter Klasse (Ordinul Muncii) sowie den Landwirtschafts-Verdienst-Orden Zweiter Klasse (Ordinul „Meritul Agricol“).